# Geo (revija)
Geo je bila slovenska poljudnoznanstvena mesečna revija. Izdajalo jo je podjetje Adria Media, glavni urednik je bil Tadej Golob. Izhajala je med aprilom 2006 in marcem 2008.
Teme so bile raznolike, od narave, rastlin in živali preko tehnike pa vse do ljudi, narodnosti in kultur. Revija ni nikoli zares zaživela, njen obseg se je manjšal, hkrati pa se je dražila.

### Mesečne teme
- April 06 - Čudežni človek
- Maj 06 - Rojstvo Zemlje
- Jun 06 - Naše srce
- Avg 06 - Modrost
- Sep 06 - Leonardo da Vinci
- Okt 06 - Majhni otroci velik potencial
- Nov 06 - Luna
- Dec 06 - Jezus
- Jan 07 - Zakaj hujšanje redi?
- Feb 07 - Osamljenost
- Mar 07 - Dinozavri: njihov vzpon in propad
- Apr 07 - Imunski sistem
- Maj 07 - Neizmerna moč Optimizma
- Jun 07 - Človek ustvarjalec
- Jul 07 - Ljubezen, strast in seks
- Avg 07 - Drugačna pot do zdravja - Ajurveda
- Sep 07 - Vreme in podnebje
- Okt 07 - Kakšna je dobra mati?
- Nov 07 - Zdravilna shujševalna moč gibanja
- Dec 07 - Antarktika
- Jan 08 - Vojna ali mir
- Feb 08 - Kako trebuh ukazuje glavi